# Tenango del Aire
Tenango del Aire é um município do estado do México, no México.